# Острувек (гміна Домбрувка)
Острувек (пол. Ostrówek) — село в Польщі, у гміні Домбрувка Воломінського повіту Мазовецького воєводства.
Населення — 147 осіб (2011).
У 1975-1998 роках село належало до Остроленцького воєводства.

## Демографія
Демографічна структура станом на 31 березня 2011 року:
|          | Загалом | Допрацездатний вік | Працездатний вік | Постпрацездатний вік |
| -------- | ------- | ------------------ | ---------------- | -------------------- |
| Чоловіки | 80      | 19                 | 53               | 8                    |
| Жінки    | 67      | 12                 | 36               | 19                   |
| Разом    | 147     | 31                 | 89               | 27                   |